# تسويوشي واتانابي
تسويوشي واتانابي (渡辺 剛) (مواليد 5 فبراير 1997)، هو لاعب كرة قدم كان يلعب كمدافع.

## وصلات خارجية
- تسويوشي واتانابي على موقع رابطة كرة القدم اليابانية للمحترفين (اليابانية)
- تسويوشي واتانابي على موقع إي إس بي إن إف سي (الإنجليزية)
- تسويوشي واتانابي على موقع قاعدة بيانات كرة القدم.إي يو (الإنجليزية)
- تسويوشي واتانابي على موقع ناشيونال فوتبول تيمز (الإنجليزية)
- تسويوشي واتانابي على موقع Soccerbase.com (لاعب) (الإنجليزية)
- تسويوشي واتانابي على موقع Soccerway.com (الإنجليزية)
- تسويوشي واتانابي على موقع عالم كرة القدم.نت (الإنجليزية)